# Предстоятель
Предстоя́тель (др.-рус. прьдъстатєль, прєдъстатєль, прьдъстоꙗтєль, прєдъстоꙗтєль ← греч. προεστώς, προϊστάμενος, προστατεύων от греч. πρό — «спереди, впереди» + греч. στάσις — «расстановка, устанавливание») — стоящий перед чем-либо, служитель; общее именование епископа поместной христианской церкви.
Предстоятелем также называется наместник или настоятель монастыря или храма. В Типиконе и иных богослужебных указаниях термином предстоятель обозначается епископ или священник, возглавляющий собрание и (совершающий) любое богослужение.
В православии единым Главой Церкви считается Иисус Христос, что основано на Писании: Еф. 1:22-23, Еф. 5:23, Кол. 1:18. Первый же по чести епископ автокефальной поместной церкви (например, в Русской православной церкви — Патриарх Московский и всея Руси) обычно именуется предстоятелем церкви.